# Бодеди
Бодеди (фр. Beaudéduit) насеље је и општина у североисточној Француској у региону Пикардија, у департману Оаза која припада префектури Бове.
По подацима из 2011. године у општини је живело 189 становника, а густина насељености је износила 50,81 становника/km². Општина се простире на површини од 3,72 km². Налази се на средњој надморској висини од 186 метара (максималној 187 m, а минималној 110 m).

## Демографија
| 1962. | 1968. | 1975. | 1982. | 1990. | 1999. | 2011. |
| ----- | ----- | ----- | ----- | ----- | ----- | ----- |
| 212   | 220   | 216   | 181   | 156   | 169   | 189   |

График промене броја становника у току последњих година